# 안산도서관
안산평생학습도서관은 대전광역시 대덕구 법동에 있는 구립도서관이다. 1994년 8월 3일에 개관하였다.

## 연혁
- 1991.12.15 도서관 건립 계획 수립
- 1992.09.26 도서관 건물 착공
- 1993.11.16 도서관 건물 준공
- 1994.03.07 도서관 직제승인
- 1994.03.29 안산도서관설치및관리운영조례공표
- 1994.08.03 안산도서관개관
- 2000.12.01 문화관광부 2001년 정문화학교지정
- 2002.04.27 대덕구 도서관 관리운영조례공표(개정)
- 2003.06 도서관 별관 증축 착공
- 2003.12 도서관 별관준공
- 2009.02.09 도서관리모델링공사착공
- 2009.04.24 도서관 리모델링공사준공 (2009년 4월 27일재개관)
- 2010.04.30 대전광역시 대덕구 평생학습도서관 관리운영조례시행규칙 일부 개정
- 2010.05.14 대전광역시 대덕구 평생학습도서관 도서관리 운영규정 개정관리운영조례 공표

## 이용 안내
이용 시간
| 구분                                 | 평일                                    | 주말                                    |
| ------------------------------------ | --------------------------------------- | --------------------------------------- |
| 종합자료실                           | 09:00~22:00                             | 09:00~18:00                             |
| 전자정보실 노인장애인실 어린이자료실 | 09:00~18:00                             | 09:00~18:00                             |
| 열람실                               | 07:00~22:00(하절기) 08:00~22:00(동절기) | 07:00~22:00(하절기) 08:00~21:00(동절기) |

휴관일
- 매주 월요일 및 법정 공휴일